# Eurobank Beograd
Eurobank Beograd est une banque serbe qui a son siège social à Belgrade, la capitale de la Serbie. Elle fait partie du groupe grec Eurobank EFG.
Eurobank Beograd est le nouveau nom de l'ancienne Eurobank EFG Beograd.

## Activités
Eurobank Beograd est une banque commerciale qui propose des services bancaires aussi bien aux entreprises qu'aux particuliers. Elle propose des comptes courants, des chéquiers et des cartes de crédit, des prêts, des produits d'épargne, un service de banque électronique ; elle pratique le change et offre également des services de paiements internationaux. Elle travaille également avec les petites et les grandes entreprises,.

## Capital
Le capital de Eurobank Beograd est détenu à hauteur de 55,21 % par le groupe grec EFG Eurobank Ergasias et à hauteur de 42,74 % par EFG New Europe Holding B.V., Amsterdam.